# Produktionspotenzial
Der Begriff Produktionspotenzial bezeichnet in der Volkswirtschaftslehre die Produktion, die bei vollständiger Auslastung aller volkswirtschaftlichen Produktionsfaktoren erreichbar wäre. Dieser Indikator für das Wirtschaftswachstum einer Volkswirtschaft kann nur näherungsweise geschätzt, aber nicht exakt ermittelt werden. Liegt der Auslastungsgrad bei 100 %, ist das Produktionspotenzial vollständig genutzt.

## Definition
Das Produktionspotenzial entspricht der Produktionskapazität (gesamtwirtschaftliche Produktion) einer Volkswirtschaft bei normaler Beschäftigung aller volkswirtschaftlichen Produktionsfaktoren. Der Sachverständigenrat sieht eine Normalauslastung dann als gegeben an, wenn die vorhandenen Produktionsfaktoren zu 96,75 % ausgelastet sind. In der Literatur werden oft die Begriffe „natürliches Produktionsniveau“ oder auch „normales Produktionsniveau“ als Synonyme verwendet. Ein anderes Konzept definiert das Produktionspotenzial als maximale Leistungsfähigkeit einer Volkswirtschaft bei Vollbeschäftigung und gegebenem Bestand an Produktionsfaktoren. Dabei ist unter maximaler Leistungsfähigkeit nicht die technisch mögliche Maximalproduktion zu verstehen, sondern diejenige Produktion, die ohne den Aufbau eines zusätzlichen Inflationsdrucks erzeugt werden kann.
Folgende Gleichung definiert das normale Produktionsniveau {\displaystyle {Y_{n}}}:
{\displaystyle F\left(\ 1-{\frac {Y_{n}}{L}}{,}{z}\right)={\frac {1}{1+\mu }}}

### Variablen
- {\displaystyle {L}} : Zahl der Erwerbsbevölkerung
- {\displaystyle {z}} : Sammelvariable (beinhaltet institutionelle Faktoren, welche die Lohnsetzung  beeinflussen, wie z. B.: Lohnnebenkosten, Arbeitslosenunterstützung, Gewerkschaftsmacht, Kündigungsschutz u. a.)
- {\displaystyle \mu } : Gewinnaufschlag der Unternehmen

### Mathematische Herleitung
Das normale Produktionsniveau ist geprägt von den strukturellen Bedingungen; insbesondere von denen des Arbeitsmarktes. Zunächst müssen einige Annahmen getroffen werden:
1. Kapital und technisches Know-how sind im Folgenden gegeben.
2. Die gesamtwirtschaftliche Produktionsfunktion weist unter der Annahme, dass die Unternehmen nur mit dem Produktionsfaktor Arbeit produzieren, folgende Form auf: {\displaystyle {Y}={A}\cdot {N}}, wobei {\displaystyle {Y}} die Produktion bezeichnet, {\displaystyle {N}} die Beschäftigung und {\displaystyle {A}} die Arbeitsproduktivität. Ferner wird ein konstantes Grenzprodukt der Arbeit angenommen, d. h. steigt (fällt) die Beschäftigung um einen bestimmten Betrag, so steigt (fällt) die Produktion um den gleichen Betrag. Weiterhin wird die Arbeitsproduktivität {\displaystyle {A}} als konstant gesetzt. Es entsteht die Produktionsfunktion: {\displaystyle {Y}={N}}, d. h. ein Beschäftigter produziert genau eine Produktionseinheit.
3. Auf den Gütermarkt herrscht kein vollkommener Wettbewerb, d. h. die Unternehmen bieten ihre Produkte zu einem über den Grenzkosten liegenden Preis an. Die Preise werden anhand der Funktion {\displaystyle {P}={(1+\mu )}\cdot {W}} festgelegt, wobei {\displaystyle {W}} den Lohnsatz und {\displaystyle \mu } den Gewinnaufschlag darstellen.
4. Das tatsächliche Preisniveau entspricht dem erwarteten Preisniveau: {\displaystyle {P}={P^{e}}}.

Löhne werden auf dem Arbeitsmarkt durch folgende Funktion beschrieben:
Unter der Annahme {\displaystyle {P}={P^{e}}} und durch Umformung erhält man die Funktion:
Zwischen dem Reallohn und der Arbeitslosenquote besteht ein negativer Zusammenhang, d. h. je höher (niedriger) die Arbeitslosenquote, desto niedriger (höher) ist der Reallohn.
Die Preissetzung wird durch folgende bereits umgeformte Funktion beschrieben: (siehe auch Preissetzungsfunktion)
Erhöhen die Unternehmen ihren Gewinnaufschlag, so erhöhen sich die Preise ebenfalls und damit sinkt (bei gleichbleibendem Lohnsatz) der Reallohn.
Zu einem Gleichgewicht auf dem Arbeitsmarkt kommt es dann, wenn der Reallohn, der durch die Lohnsetzungsfunktion bestimmt wird, dem Reallohn entspricht, der durch die Preissetzungsfunktion induziert wird. Durch Einsetzen der Gleichung (1) in Gleichung (2) erhält man die Funktion der natürlichen Arbeitslosenquote {\displaystyle {u_{n}}}:
Die Arbeitslosenquote {\displaystyle {u}} gibt das Verhältnis der Arbeitslosen (U) zur Zahl der Erwerbsbevölkerung (L) an. Die Zahl der Arbeitslosen (U) ist die Differenz zwischen der Erwerbsbevölkerung (L) und der Zahl der Beschäftigten (N). Durch Umformung der Gleichung {\displaystyle {u}={\frac {U}{L}}={\frac {L-N}{L}}=1-{\frac {N}{L}}} erhält man den Ausdruck für das natürliche Beschäftigungsniveau: {\displaystyle {N_{n}}={L}\cdot {(1-u_{n})}}.
Unter der Annahme, dass die Produktionsfunktion einer Volkswirtschaft mit {\displaystyle {Y}={N}} gegeben ist, ergibt sich ein natürliches Produktionsniveau {\displaystyle {Y_{n}}} aufgrund der Gleichung {\displaystyle {Y_{n}}={N_{n}}={L}{(1-u_{n})}}. Durch Umstellen der Gleichung nach {\displaystyle {u_{n}}} und Einsetzen in die Gleichung (3) entsteht die Funktion, die das natürliche Produktionsniveau {\displaystyle {Y_{n}}} definiert:

## Natürliches Produktionspotenzial im AS-AD-Modell
In der kurzen Frist ist es möglich, dass die Produktion von ihrem natürlichen Niveau abweicht. Grund dafür ist, dass die kurzfristige aggregierte Angebotskurve (AS-Kurve) positiv geneigt ist. (Einen Erklärungsansatz dafür, dass sich die Preise entlang der kurzfristigen AS-Kurve nicht gleichmäßig bewegen, bietet die keynesianische Theorie der starren Lohnsätze sowie die neukeynesianische Theorie der starren Preise.) Dies bedeutet, dass bei einer Erhöhung (Senkung) des Preisniveaus sich kurzfristig das Angebot an Gütern und Dienstleistungen erhöht (verringert). Steigt das erwartete Preisniveau (einschließlich der Löhne), dann passen die Unternehmen ihre Preise an, d. h. diese bieten zu einem gegebenen Preisniveau weniger Güter an. Letztendlich hängt die Produktion nicht nur von dem erwarteten Preisniveau ab, sondern von allen Faktoren, die die Lage der aggregierten Nachfragekurve (AD-Kurve) beeinflussen. Diese sind die Geldmenge ({\displaystyle M}), die Staatsausgaben ({\displaystyle G}) und die Steuern ({\displaystyle T}).
In der mittleren Frist kommt es zu einem Anpassungsprozess. Die gesamtwirtschaftliche Produktion kehrt wieder zu ihrem natürlichen Niveau zurück. Die Preise passen sich dem erwarteten Preisniveau an. Befindet sich die Produktion über ihrem natürlichen Gleichgewicht, so steigt auch das Preisniveau. Dieses führt dazu, dass die Nachfrage und letztendlich die Produktion zurückgeht, bis ihr natürliches Niveau erreicht ist.
In der langen Frist haben Veränderungen der aggregierten Nachfrage lediglich Einfluss auf das Preisniveau. Die Produktion und die Beschäftigung bleiben langfristig bei ihrem natürlichen Niveau.

## Einflussfaktoren
Die Entwicklung des Produktionspotenzials hängt zunächst vor allem von den Angebotsfaktoren ab, wie z. B. den im Land getätigten Investitionen. Darüber hinaus wird das Produktionspotenzial auch beeinflusst von der Entwicklung des technischen Fortschritts (das heißt also der Produktivität), da eine Zunahme desselben eine effizientere Nutzung des vorhandenen Kapitalstocks erlaubt. Eine weitere Einflussgröße ist die im Produktionsprozess eingesetzte Menge an Arbeit. Zugleich wirken jedoch auch Nachfragefaktoren indirekt, z. B. über die Investitionsnachfrage, auf das Produktionspotenzial ein. Das wirft ein gravierendes Endogenitätsproblem bei der korrekten Bestimmung des Produktionspotenzial auf.

## Bedeutung
1. Im Sinne von Okun (1962)[8] wurde zunächst unter Produktionspotenzial einfach die Wirtschaftsleistung einer Volkswirtschaft bei Vollbeschäftigung verstanden. So sollte sich messen lassen, was ein Prozentpunkt Arbeitslosigkeit volkswirtschaftlich „kostet“. Heutzutage wird in der Regel eine Arbeitslosenquote als „Vollbeschäftigung“ definiert, die inflationsneutral ist, also die Preissteigerungsrate unverändert lässt. In diesem Sinne ist das Konzept von großer Bedeutung z. B. für die Bestimmung des strukturellen Defizits des Staatshaushaltes.
2. Die Entwicklung des Produktionspotenzials im Zeitverlauf dient als Indikator für das wirtschaftliche Wachstum einer Volkswirtschaft.
3. Mit Hilfe der tatsächlichen Produktion kann das Produktionspotenzial Aufschluss darüber bringen, in welchem konjunkturellen Zustand (Auslastungsgrad) sich eine Volkswirtschaft befindet. Die Abweichung der tatsächlichen Produktion vom natürlichen Produktionsniveau wird auch als Output-Gap bezeichnet.
4. Das Produktionspotenzial findet darüber hinaus auch Anwendung in der potenzialorientierten Geldpolitik der Deutschen Bundesbank. Diese orientiert sich im Rahmen ihrer auf Preisniveaustabilität ausgerichteten Geldpolitik bei der Entwicklung der Geldmenge an der Entwicklung des Produktionspotenzials.[9]
5. Bei den Regelungen zur Schuldenbremse und zum Europäischen Fiskalpakt wird der Finanzierungssaldo des Staates in einen konjunkturellen und einen strukturellen Finanzierungssaldo aufgeteilt. Der strukturelle oder konjunkturbereinigte Finanzierungssaldo soll dabei bestimmte Werte im Verhältnis zum Bruttoinlandsprodukt nicht unterschreiten. Der strukturelle Finanzierungssaldo (wenn negativ das strukturelle Defizit) ist definiert als der Finanzierungssaldo, der sich ergäbe, wenn das Bruttoinlandsprodukt gleich dem Produktionspotenzial wäre, wenn also die Produktionslücke gleich null wäre.[10]

## Messung des Produktionspotenzials
Während sich das einzelwirtschaftliche Produktionspotenzial zumeist über Befragungen relativ zuverlässig ermitteln lässt, da es meist technisch vorgegeben ist, ist die Berechnung eines volkswirtschaftlichen Produktionspotenzials außerordentlich schwierig, da sich nicht eindeutig bestimmen lässt, wann Vollauslastung aller Produktionsfaktoren erreicht wird.
Geschätzt werden kann das volkswirtschaftliche Produktionspotenzial beispielsweise mit Hilfe einer Produktionsfunktion (z. B. einer Cobb-Douglas-Produktionsfunktion). Dazu ist es jedoch notwendig, die Faktoreinsatzmengen zu kennen; diese hängen, wie oben erwähnt, von den getätigten Investitionen, der Effizienz unternehmerischer Prozesse und dem technologischen Fortschritt ab.
Darüber hinaus kann die Entwicklung des Produktionspotenzials auch durch den Vergleich des aktuellen Bruttoinlandsprodukts mit dem sich trendmäßig ergebenden geschätzt werden. Dies gestaltet sich jedoch schwierig, da Veränderungen des Trends nicht ohne ihnen zugrundeliegende ökonomische Faktoren erkannt werden können.
In der Praxis werden unterschiedliche Konzepte zur Bestimmung des Produktionspotenzials verfolgt. Zum einen werden multivariate theoriegeleitete Ansätze herangezogen, um mit ökonometrischen Verfahren Produktionsfunktionen zu schätzen. Zum anderen bedient man sich univariaten, rein statistischen Verfahren zur Analyse von Zeitreihen.
Gängige Schätzmethoden sind:
1. Hochrechnung aus Unternehmensbefragung über die Kapazitätsauslastung,
2. Peak-to-Peak-Methode,
3. Hodrick-Prescott-Filter (HP-Filter) (Europäische Kommission),
4. Schätzungen über die Produktionsfunktion (Deutsche Bundesbank),
5. kapitalstockorientierte Methode (Sachverständigenrat).

## Entwicklung des Produktionspotenzials im Zeitverlauf
Im langfristigen Zeitverlauf nimmt die Wachstumsrate des Produktionspotenzials in Industrieländern tendenziell ab. Zurückzuführen ist dies auf das geringe und teilweise sogar negative Bevölkerungswachstum, geringe inländische Investitionsquoten und abnehmendes Produktivitätswachstum. So betrug das Potenzialwachstum in den Vereinigten Staaten Mitte der 1960er Jahre noch rund vier Prozent pro Jahr, während es bis 1990 auf unter drei Prozent jährlich zurückging.
Die IT-Revolution sorgte ab Mitte der 1990er in den USA für einen Anstieg des Potenzialwachstums um fast einen halben Prozentpunkt und war so Grundlage des zu beobachtenden Booms in diesen Jahren. Nachdem die US-amerikanische Volkswirtschaft die Produktivitätsvorteile durch den Einsatz von Informations- und Kommunikationstechnologie größtenteils realisiert hatte, ging das Potenzialwachstum Anfang der 2000er wieder deutlich auf unter drei Prozent zurück. Verschiedene Studien halten ein Absinken der Rate in den nächsten Jahren auf unter 2,5 Prozent für wahrscheinlich. Dieses Szenario hätte vermutlich gravierende Auswirkungen auf die staatliche Wirtschaftspolitik und die Investitionsentscheidungen von Unternehmen.
Für Deutschland lässt sich ab den 1970er Jahren ein relativ konstantes Wachstum des Produktionspotenzials von knapp über zwei Prozent beobachten. Im Gegensatz zu den USA ist das Potenzialwachstum in Deutschland jedoch ab Mitte der 1990er auf unter zwei Prozent zurückgegangen. Der Sachverständigenrat berechnete für Deutschland im Jahr 2004 eine Wachstumsrate des Produktionspotenzials von ca. 1,5 Prozent. Der niedrigere Wert für Deutschland ergibt sich unter anderem aus dem niedrigeren Bevölkerungswachstum.